# Croix de chemin de la Haute-Touche
La Croix de chemin de la Haute-Touche, est située près du château de "la Haute-Touche", sur la commune de  Monterrein dans le Morbihan.

## Historique
La Croix de chemin de la Haute-Touche fait l’objet d’une inscription au titre des monuments historiques depuis le 30 mai 1927.